# Damasceno Studita
Damasceno Studita (Tessalonica, 1500 – Arta, 1577) è stato uno scrittore e vescovo ortodosso ottomano di etnia greca. Durante la sua carriera ecclesiastica, fu vescovo di Leta e Rudina (1563-64 circa) e poi metropolita di Naupacto e di Arta.

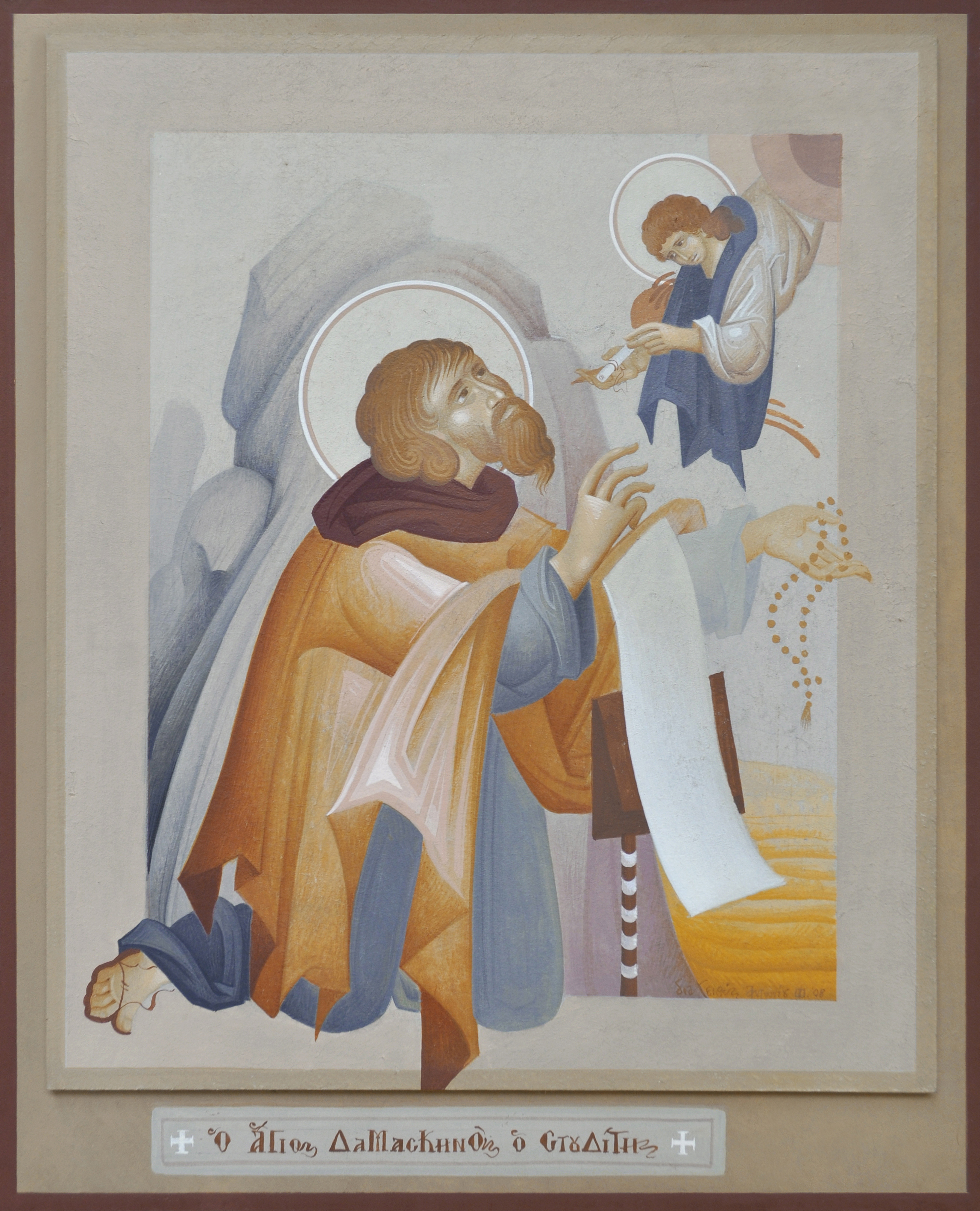

Scrisse tra le altre un'opera, il Tesoro, suddivisa in 36 sermoni di varia tipologia. È possibile che i Damaskini bulgari derivino proprio dai sermoni dello Studita.